# Reggae
Sous-genres
Roots reggae, lovers rock, reggae en español
Genres dérivés
Reggae fusion, seggae, samba-reggae, drum and bass, jungle
Genres associés
Dub, blue beat, 2 tone
Le reggae est un genre musical issu du ska et du rocksteady qui est né au début des années 1960 en Jamaïque où il est l'une des expressions musicales les plus populaires. Le nom de cette musique est issu du titre d'une chanson de Toots and the Maytals intitulée Do the Reggay (1967). Le reggae devient mondialement connu dans les années 1970, dans le sillage du succès de Bob Marley, et s'impose comme un style musical porteur d'une culture qui lui est propre.
Alors que la mode du rocksteady, ancêtre du reggae, se termine en 1968, dès sa naissance, en Jamaïque, le reggae évolue et de nouveaux sous-genres émergent. Entre 1968 et 1970 émerge le early reggae (tempo rapide, dû aux influences du mento local encore très rythmé, prédominance de la basse). Entre 1970 et 1976 émerge le one-drop (tempo medium, rythme plus lent, temps fort de la caisse claire sur le 3e temps). Entre 1977 et 1980 émerge le rockers, parfois décliné stepper (avec les 4 temps frappés à la batterie, ainsi qu'une caisse claire très tonique). En 1981, c'est au tour du early dancehall ou rub-a-dub (tempo lent, prédominance de la basse et de la batterie avec balance entre un coup de grosse caisse sur le premier temps et un coup de caisse claire sur le troisième) puis en 1985 du raggamuffin ou early digital (rythmique rapide, entièrement composé sur boîte à rythmes). C'est à partir de 1973, avec le succès de Bob Marley and the Wailers puis d'autres groupes comme les Gladiators et Black Uhuru, que le reggae prend une dimension internationale. Dès lors, non seulement il continue à évoluer en Jamaïque, mais il reprend aussi son métissage à travers le monde.
Abordant des thèmes souvent liés à des questions politiques et sociales, le reggae s'est forgé une réputation de musique des opprimés. Intimement lié au mouvement rastafari, lui-même né en Jamaïque, le reggae n'en est pas indissociable et est même rejeté par certains adeptes de cette foi. Ayant pris une dimension mondiale, le reggae est désormais joué par des groupes d'origines diverses, est chanté dans une large variété de langues et est composé de différents sous-genres. En 2018, l'UNESCO classe cette musique au patrimoine immatériel de l'Humanité.

## Étymologie
L'édition de 1967 du Dictionary of Jamaican English répertorie le reggae comme « une autre orthographe de rege », comme dans rege-rege, un mot qui signifie « chiffons, vêtements déchirés » ou « une querelle, une dispute ». Le reggae en tant que terme musical est apparu pour la première fois dans la chanson Do the Reggay de Toots and the Maytals qui a défini le genre en développement en lui donnant son nom.
L'historien du reggae Steve Barrow attribue à Clancy Eccles la modification du mot de patois jamaïcain streggae (fille de joie) en reggae,. Cette étymologie est également fournie par le grand producteur de reggae Bunny Lee qui l'explique au musicien et musicologue spécialiste de la Jamaïque Bruno Blum dans le film Get Up Stand Up, l'histoire du reggae, précisant que les radios n'avaient pas aimé le mot péjoratif « streggae ». Cependant, Toots Hibbert a déclaré :

« Il y a un mot que nous utilisions en Jamaïque et qui s'appelait « streggae ». Si une fille marche et que les gars la regardent et se disent : « mec, elle est streggae », cela veut dire qu'elle ne s'habille pas bien, elle a l'air loqueteuse. Les filles diraient ça aussi des hommes. Ce matin-là, mes deux amis et moi étions en train de jouer et je me suis dit : « OK mec, let's do the reggay ». C'était juste quelque chose qui est sorti de ma bouche. Nous commençons donc simplement à chanter « Do the reggay, do the reggay » et avons créé un rythme. Les gens me disent plus tard que nous avions donné son nom au son. Avant cela, les gens l'appelaient « blue-beat » et toutes sortes d'autres choses. Maintenant, c'est dans le Guinness World of Records. »

Bob Marley aurait affirmé que le mot reggae vient d'un terme espagnol désignant « la musique du roi ». Les notes de couverture de To the King, une compilation de reggae chrétien sur l'évangile, suggèrent que le mot « reggae » dérive du latin regi qui signifie « au roi ».
D'autres explications existent, comme celle qui en fait la contraction des expressions « regular guy », « regular people », en somme une musique faite pour « l'homme de la rue » selon Bob Marley. Selon d'autres sources, il serait la contraction et l'altération du terme anglais « raggamuffin » (littéralement « va-nu-pieds »). Une autre hypothèse suggère que « reggae » désignerait une tribu de langue bantou originaire du lac Tanganyika. Enfin, le guitariste de studio Hux Brown soutient que le terme « reggae » découlerait de la spécificité de son rythme — « a ragged rhythm » (un « rythme déguenillé » ou « irrégulier »).

## Histoire

### Origines
« Il y a d'abord le mento, notre musique locale traditionnelle. Le ska, le rocksteady et le reggae ont pris au mento le jeu à contretemps de la guitare rythmique, et aussi certaines chansons transformées. Si on essaie d'établir des relations entre les musiques, et de voir quelles continuités existent d'une période à une autre, on peut isoler le jeu à contretemps de la guitare, que l'on peut entendre dans le mento avec le banjo, le ska, et qui correspond aussi au contretemps dans le rhythm and blues et en particulier dans le piano boogie-woogie. C'est le « beat » entre les temps, c'est le Tin-Cutin'-Cutin'-Cutin', c'est le un ET deux ET trois ET… Tu le retrouves dans toutes nos musiques, le reggae, le calypso, le mento, la musique de la Martinique, de la Guadeloupe, tu le retrouves dans le hi-life, mérengue. De plus cette attirance vers l'« after-beat » se retrouve dans les églises, avec les rythmes des tambourins, des claquements des mains… Une grande part du mento provient de la musique populaire. Mais nous avons aussi des traditions folk très fortes, qui pénètrent dans la musique à différentes étapes de son développement. Par exemple tu as la musique burru, le tambour traditionnel africain sur lequel les gens font des chansons sur les évènements locaux. Ces chansons sont celles qu'ils chantent en creusant dans les champs, des diggin'songs. »

— Linton Kwesi Johnson, entretien avec Bruno Blum paru dans le numéro hors-série du magazine Best intitulé « Best of Reggae » (1994).

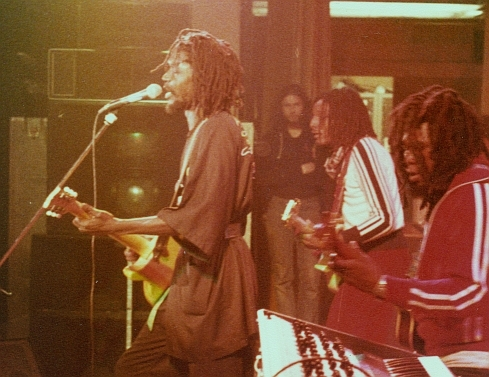
Peter Tosh et son groupe sur scène en 1978.

Le reggae est lancé en Jamaïque à la fin des années 1960 dans un contexte de forte émulation entre petits producteurs de musique. Il est le fruit de nombreuses rencontres et de métissages : évolution du ska puis du rocksteady, il trouve ses racines dans les rythmes et musiques blancs coloniaux qu'on faisait jouer aux esclaves (polka, mazurka, scottish, quadrille mais aussi musiques de types militaires avec fifres et tambours) et dans les formes culturelles et musicales du XIXe siècle comme le Kumina, le Junkanoo ou le Revival Zion qui se traduisent dans les musiques traditionnelles caribéennes (mento puis calypso). Il est aussi très influencé par le rhythm and blues, le jazz et la soul music (la musique américaine est alors très en vogue en Jamaïque).
À ces influences s'ajoutent celles de musiques africaines, du mouvement rastafari et des chants nyabinghi, qui utilisent les tambours dérivés des cérémonies Buru afro-jamaïcaines. Ce métissage ne s'arrête pas là : de nos jours, nombre de styles de par le monde s'inspirent du style reggae, l'intègrent ou le reprennent. Le reggae est maintenant une musique universelle, comme le souhaitait son principal ambassadeur, Bob Marley[réf. souhaitée].

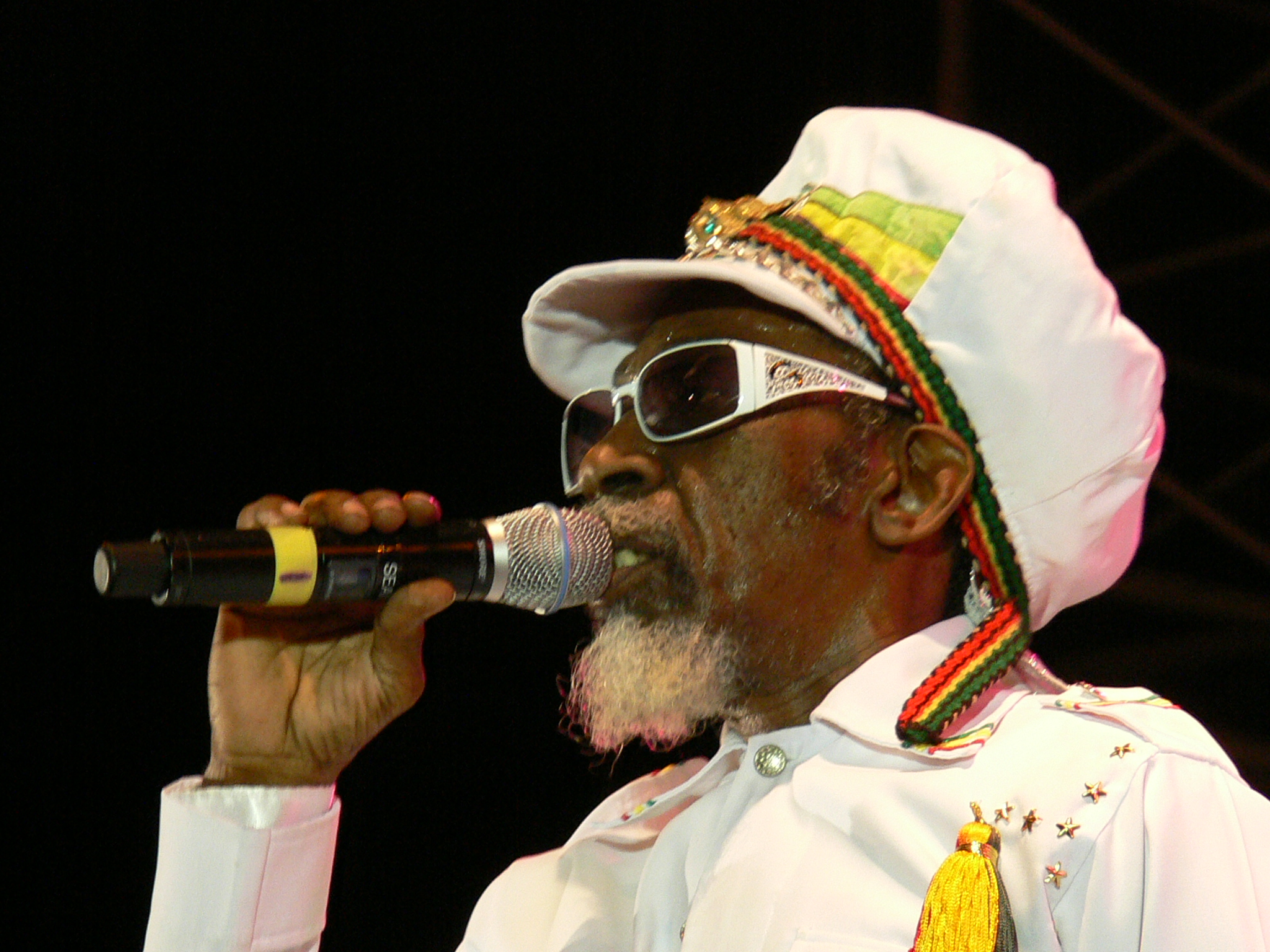
Bunny Wailer, un des ambassadeurs majeurs du reggae à travers le monde, lors du Smile Jamaica Concert 2007.

La question de la paternité du reggae en tant que genre musical proprement dit fait l'objet de controverses, contrairement à celle du rocksteady : certains attribuent le premier disque de reggae aux Maytals avec Do the Reggay en août 1968.

« Pendant l’hiver 1968, le rythme rocksteady mesuré a laissé place à un son plus rapide, plus enjoué, plus dansant. Le reggae était né. Toots (Toots Hibbert) annonça ce nouveau son avec le titre précurseur Do the Reggay, monstre complexe avec du groove faisant la publicité de « la nouvelle danse qui se répandait en ville ». Toots voulait « faire du Reggae, avec vous ! » …De 69 à 71 Toots ne pouvait pas se tromper en enregistrant pour Leslie Kong. Avec les Beverley’s All-Stars (Jackie Jackson, Winston Wright, Hux Brown, Rad Bryan, Paul Douglas et Winston Grennan), noyau de musiciens constant et la brillante harmonie des Maytals, Toots écrivit et chanta de son inimitable voix sur tous les sujets imaginables. »

— Matthew Sherman, « L'Expansion du Reggae et l'influence de Toots and the Maytals ».
 Cependant, si Toots est certes le premier à utiliser le mot « reggae » dans une chanson, d'autres morceaux au tempo un peu plus rapide que le rocksteady ont déjà préfiguré le style au cours de l'année 1968. D'autres compositions se disputent le titre de premier reggae, dont le Bang a Rang de Stranger Cole et Lester Sterling (pour Bunny Lee), le Nanny Goat de Larry Marshall et Alvin (sous la direction de Jackie Mittoo, pour Studio One), la première version méconnue du Soul Rebel de Bob Marley parue chez JAD et le No More Heartache des Beltones. Pop-a-Top de Lynford Anderson annonçait aussi en 1969 un nouveau style de rythme.
Cette première phase d'évolution du reggae, qualifiée de « période du early reggae », est caractérisée par un tempo plus rapide et l'accentuation du contretemps déjà présent dans le mento, le ska et le rocksteady. Puis le tempo ralentit, la basse se fait plus lourde encore, mais le reggae garde cette base rythmique basse avec batterie prédominante et ce mouvement chaloupé qui lui est propre. Lee « Scratch » Perry est également à l'origine d'un des premiers succès reggae de 1968, Long Shot (interprété par les Pioneers, avec les jeunes frères Aston « Family Man » Barrett et Carlton Barrett à la basse/batterie), où il utilise une rythmique reggae. Scratch travaille alors pour Joe Gibbs et le quittera pour ne pas avoir été crédité pour son travail sur ce morceau[réf. nécessaire]. Il reprendra cet arrangement de basse/batterie à son compte et en fera son People Funny Boy, un succès jamaïquain, en se lançant dans la production, avec son propre label Upsetter. Scratch utilise par la suite des pratiques innovantes qui transforment le reggae, comme l'introduction de bruitages (l'origine du sample). Il fonde également le studio Black Ark où seront enregistrés, entre autres, Bob et The Wailers, The Congos, Max Romeo et Junior Murvin.

### Sound system
On voit apparaître les premiers sound systems en 1940 : une sono embarquée dans un camion, faisant le tour de la Jamaïque. Un sound system est constitué d'un selecter, un programmateur qui choisit les musiques pour faire bouger, et du toaster (terme qui disparaît dans les milieux electro, techno ou hip-hop pour devenir MC) qui commente et anime la session du selecter au micro. Les premiers sound systems sont très rudimentaires : une platine vinyle, un amplificateur et deux enceintes. Tom Wong, alias Tom the Great Sebastian, Jamaïcain d'origine chinoise, est le premier à faire bouger les rues de Kingston au début des années 1950. Un autre sound system très connu est celui de Clement Seymor Dodd, alias Sir Coxsone Downbeat, qu'il monte en plein ghetto de Kingston. Il engage Count Matchuki (précurseur du rap et du beatboxing),, comme deejay. Le milieu des sound systems est très rude, et la concurrence féroce envoie souvent des hommes de mains saccager les sound « adverses » : on arrache les étiquettes des disques, détruit le matériel, etc. (c'est pour cela par exemple que Coxsone engage Prince Buster, boxeur amateur, qui sauve d'ailleurs Lee Scratch Perry). Vers la fin des années 1950, le courant recule aux États-Unis et les selecter ont beaucoup de mal à s'approvisionner en disques. Ils se tournent alors vers l'industrie du disque locale. C'est à ce moment-là que Coxsone crée son propre label : le Studio One.
Le sound system en France émerge au début des années 1980 dans les squats. Les premiers gros sound avec plus de cent personnes ont été organisés vers 1982 à l'église des Panoyaux, à Ménilmontant dans le 20e arrondissement de Paris, avec Ras Gugus et Papa Ange. La scène sound system française est, dans les années 2000, en pleine expansion, avec en chef de file des sound systems tels que Blackboard Jungle, Jah Wisdom, Legal Shot, Zion Gate, Soul Stereo, Jah Militant, Salomon Heritage, Lion Roots ou Chalice Sound. Des acteurs plus locaux, présents dans de nombreuses villes de France, sont également à l'origine de l'engouement du grand public pour ce type de soirée. Le sound système fait son apparition en Afrique du Sud vers la fin des années 1980. Les artistes du reggae utilisent ce canal pour soutenir la lutte contre le racisme dans leur pays. Senzo est un artiste de reggae qui utilise son style depuis les années 90 pour imposer sa musique reggae gospel.

### Du reggae instrumental au dub
Le dub est un dérivé du reggae dont le nom signifie « remixage » depuis 1968. Il prend ses racines dans l'ajout de solistes de jazz sur des rythmiques préenregistrées, comme The Return of Django de Val Bennett & the Upsetters, un succès britannique de 1968 produit par Lee « Scratch » Perry. Au début des années 1970, les ingénieurs du son King Tubby et Errol Thompson approfondissent significativement ce genre pionnier, le sophistiquant et le perfectionnant. King Tubby est un créateur important et très influent, qui enseigne ses pratiques à nombre de disciples, parmi lesquels King Jammy, Scientist et Lee « Scratch » Perry. À la fin des années 1980, le dub commence à influer de façon importante sur toute la musique populaire de danse mondiale, qui adopte le principe du remixage, né en Jamaïque.
Le travail des ingénieurs du son pratiquant le dub consiste à effectuer un remixage des morceaux présents sur la face A des 45 tours de vinyle, et à les publier en face B ; la face A est donc le morceau original et la face B la version dub. Le style se caractérise alors par son accentuation rythmique, lourde et dépouillée, une basse et une batterie très présente. La voix disparaît le plus souvent. On y ajoute des effets comme des échos, de la réverbération et autres apparitions et disparitions de pistes. Ces variations instrumentales permettent aux toasters (disc jockeys du reggae) de développer leurs improvisations dans les soirées dansantes des sound systems. Cette nouvelle pratique est elle aussi pionnière. Elle s'exporte à New York et est à l'origine du rap américain. Le dub devient alors un style à part entière et se développe dans le monde entier de façon indépendante du reggae dont il est issu, au point que le public du dub actuel ignore souvent son origine[réf. souhaitée].

### Dub poetry
La dub poetry est un dérivé du rap jamaïcain. La poésie dub jamaïcaine s'intéresse de près à l'acte artistique, à l'engagement politique. Le poète « dub » prononce ses paroles sur des musiques composées spécifiquement pour elles, alors que le DJ improvise sur des musiques préexistantes. Les dub poets de référence sont Michael Smith, Sister Breeze, Oku Onuora, Mutabaruka et l'anglo-jamaïcain Linton Kwesi Johnson, mieux connu, qui n'est pas rasta mais est engagé dans un mouvement très marqué par la gauche britannique et les écrits de C. L. R. James notamment. Ce style s'implante alors dans les milieux culturels et intellectuels. Des artistes américains comme Benjamin Zephaniah ou The Last Poets participent à l'évolution du genre en l'orientant vers le hip-hop et l'electro.

### Lovers rock
L'appellation lovers rock, lancée à Londres au milieu des années 1970, définit un reggae doux, au rythme moins marqué, qui parle d'amour et de situations sentimentales et s'oppose en cela au reggae roots. Il est devenu synonyme du reggae « romantique » dont les figures jamaïcaines les plus représentatives sont Gregory Isaacs, John Holt, Dennis Brown et Freddie McGregor. Ce style perdure en Jamaïque dans les années 1980 avec Sugar Minott, Cocoa Tea ou Frankie Paul, puis dans les années 1990 avec Beres Hammond, Sanchez, Jack Radics, Glen Washington, George Nooks, Richie Stephens, Wayne Wonder et, durant les premières années de sa carrière, Luciano. Il est également resté assez populaire en Angleterre, où même des groupes reggae roots comme Aswad ou Matumbi s'y sont adonnés. Les artistes lovers rock britanniques actuels sont Don Campbell, Peter Huningal, Nereus Joseph ou Peter Spence. Il a en particulier suscité de nombreuses carrières d'artistes féminines telles Carol Thompson, Louisa Marks et Janet Kay.

### Skinhead reggae
L'early reggae se démarque du rocksteady par un tempo plus rapide, un skank à l'orgue souvent doublé et une influence funk dans le jeu de basse alors que la batterie marque le troisième temps d'une mesure de quatre temps, à la façon du rocksteady (dans le ska, il s'agissait des deuxième et quatrième temps). Ce style est également influencé par le mento traditionnel, influence retrouvée dans le skank dédoublé et dans certaines lignes de basse rapprochées du jeu d'une rumba box. Ce reggae, très nerveux et mené par le jeu de l'organiste, connut beaucoup de succès en Angleterre auprès des skinheads anglais, au point qu'il prit parfois le nom de skinhead reggae[réf. nécessaire].
Le skinhead reggae proprement dit naît dans les années 1969 et 1970 en Angleterre, à la suite du mélange des mods et des rudies jamaïcains fans de reggae, donnant naissance à des skinheads auxquels ils ont transmis le goût de cette musique : des groupes se sont mis alors à jouer ce style spécifique pour répondre à leurs attentes. Les principaux artistes issus de l'émigration caraïbe (Jamaïque, la Barbade, Guyane britannique…) qui faisaient allusion aux skinheads étaient Laurel Aitken, Dandy, Derrick Morgan, Symarip, The Rudies, Hot Rod Allstars (The Cimarons), The Pioneers et les producteurs Joe Mansano, Lambert Briscoe, Webster, Shrowder et Desmond Bryan.

### New roots
L'année 1995 marque le début de la vague « new roots » amorcée l'année précédente par la mort du chanteur Garnett Silk. Sur le plan des textes, le new roots, aussi appelé dancehall roots, désigne le retour de la mode des textes conscients et « culturels » (moins présents depuis la seconde moitié des années 1980 où les textes les plus mis en avant traitaient souvent de manière ambiguë d'armes à feu ou de sexe) dans le reggae jamaïcain, sous le renouveau de l'influence rasta[réf. nécessaire].
Sur le plan de la texture musicale, le new roots se traduit par le retour du reggae à un son moins digital voire de plus en plus « acoustique ». La plupart du temps, le son reste néanmoins semi-digital puisque l'ossature des « riddims » (basse-batterie-skank) reste généralement exécutée à l'aide de synthétiseurs/boîtes à rythmes tandis que viennent se greffer autour des instruments non digitaux plus traditionnels (cuivres, guitare, piano, orgue Hammond).
Les labels phares de la vague new roots de 1995 sont X-Terminator (Phillip « Fattis » Burrell), Digital B (Bobby « Digital » Dixon), Penthouse (Donovan Germain), Startrail (Richard « Bello » Bell), puis par la suite à un niveau moindre, X-rated (Barry O'Hare), Kariang (Jah Mike), Black Scorpio (Jack Scorpio), Kings of Kings (Colin « Iley Dread » Levy) et Fateyes (Fatta Marshall & Bulby York). Mais cette vague très influente en Jamaïque jusqu'en 1998 cède ensuite la place à un retour du dancehall hardcore, le dancehall bogle (appelé de plus en plus dancehall tout court), jusqu'en 2004, époque à laquelle on recommence à parler de new roots pour désigner un nouveau retour à un reggae plus classique dans la rythmique. Ce nouveau cycle de la musique jamaïcaine prend également le nom de one drop, terme qui désignait à l'origine le rythme roots reggae le plus « traditionnel » (les autres étant le flying cymbal, le rockers et le rub-a-dub) mais qui devient de plus en plus synonyme d'une rythmique roots reggae, quelle qu'elle soit.
Depuis peu, le reggae one drop à l'ancienne reprend ses droits en Jamaïque[réf. nécessaire] aux dépens d'un dancehall qui régnait en maître ces dix dernières années. De plus en plus influencé par le hip-hop américain, ce genre musical peine alors à se renouveler. Il n'en faut pas plus pour que quelques jeunes artistes, appelés « nouvelle garde », s'engouffrent dans une brèche ouverte en 2002 par Warrior King et son tube Virtuous Woman, son premier véritable succès. Cette chanson séduit le public jamaïcain non seulement pour sa qualité et son côté novateur, mais aussi pour l'histoire autobiographique qu'elle raconte. En effet, cette chanson est destinée à son ex-petite amie qui, en l'entendant à la radio, décidera de retourner avec lui, charmée par cette preuve d'amour. Les yardies, friands de contes de fées, ont littéralement accroché. S'ensuit l'album nommé Breath of Fresh Air, un succès d'estime autant que commercial.
Puis, en 2003-2004, c'est toute une génération qui émerge du genre reggae, rebaptisée une nouvelle fois new roots pour l'occasion. C'est d'abord Richie Spice, le cadet de la famille Banner, à qui l'on doit les chanteurs Pliers et Spanner Banner, qui atteint la première place avec trois singles consécutifs, dans l'ordre : Earth a Rune Red, Marijuana et Folly Living. Il est, depuis, devenu l'icône du renouveau du reggae et son album Spice In Your Life figure déjà au panthéon de la musique jamaïcaine moderne. À ses côtés se trouve le label Fifth Element, équipe de production/management également responsable d'autres artistes à la mode comme Chuck Fender et Anthony Cruz. Puis apparaissent Chezidek et son Leave The Trees, Natty King avec ses No Guns to Town et Mr Greedy, Fantan Mojah avec Hail the King et Hungry Days, Mr. Perfect avec Handcart Boy. D'ailleurs, ce dernier possède une histoire similaire à celle de Warrior King. Sa chanson narre une histoire tirée de sa propre vie, à savoir celle d'un pauvre rasta pousseur de charrette amoureux d'une belle fille de bonne famille, et qui parvient malgré tout à la séduire. Enfin, Gyptian connaît un très grand succès avec sa chanson Serious Times sur un rythme nyabinghi-FM. Le leader de ce nouveau mouvement reggae, Jah Cure, effectue un séjour en prison, pour une affaire contestée de viol, de 1999 à 2007. Il est libéré sur parole le 28 juillet. Trois jours après sa libération, il sort son quatrième album intitulé True Reflections...A New Beginning (Des pensées profondes... Un nouveau début), qu'il a pu enregistrer dans sa cellule. Depuis, cela a donné des idées à certains et même les artistes dancehall se mettent au one drop, notamment Elephant Man qui se met soudainement à chanter rastafari.
À des lieues du dancehall et de sa glorification fréquente des guns et des grosses voitures, le reggae one drop évolue constamment dans un climat positif et constructif. Les chansons ont bien souvent comme thème l'appel à l'amour, la condamnation de la violence, l'éloge de l'herbe ou encore la dénonciation de la corruption presque traditionnelle. Même si elles découlent de causes identiques, il existe des différences entre la vague nu roots de 2004 et celle de 1995 :
- celle de 1995 repose sur des labels assez anciens et très puissants, qui forment de véritables familles artistiques avec leurs artistes (X-Terminator, Startrail) et imposent chacun un son particulier (les fameux sons Penthouse ou Digital B). À l'inverse, celle de 2004-2005 est basée sur une génération de nouveaux artistes. Les labels « dominants » (il n'y en a pas vraiment, mis à part Downsound) sont plus modestes, bien moins puissants et moins charismatiques au niveau des productions (on ne reconnaît pas vraiment ces labels à leur son, à part peut être ceux de Don Corleon, dont les riddims nu roots facilement abordables sont tous basés sur à peu près la même rythmique). L'aspect familial mis en avant en 2004 a disparu (départs de Chuck Fender et Anthony Cruz du Fifth Element, de Junior Kelly de Downsound, de Luciano de chez X-Terminator) ;
- le son est de plus en plus acoustique en 2004, alors qu'il restait assez digital en 1995. Par ailleurs, il est aussi plus léger (basses parfois mises en retrait lors du mixage) et plus « lover's » que le son lourd de 1995 ;
- le reggae nu-roots n'est pas exclusivement jamaïcain. Bien que l'Europe soit principalement tournée vers le reggae dit roots, le nu-roots est une musique jouée et écoutée sur toute la planète.

## Styles et caractéristiques

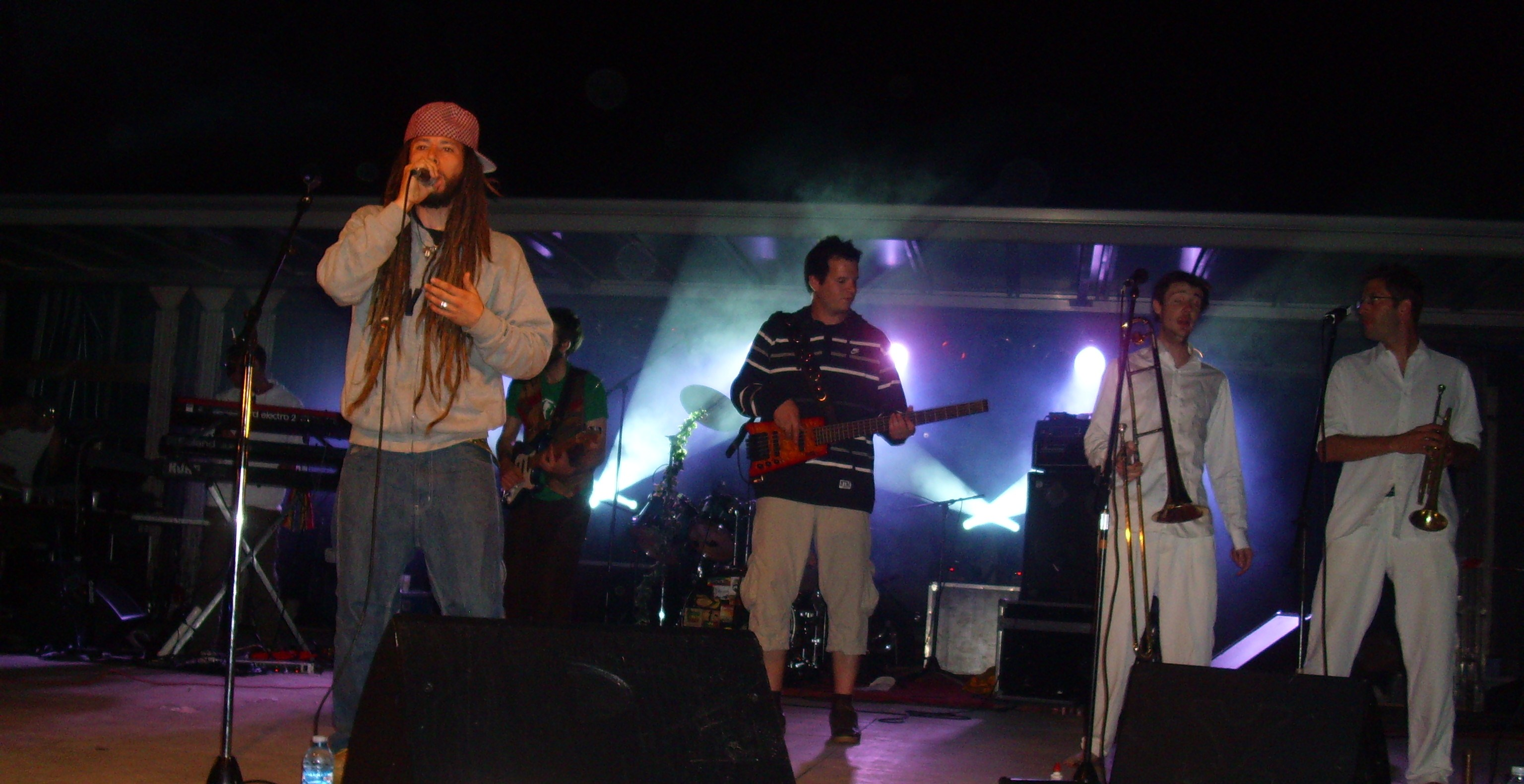
Danakil lors du festival Verjux Saone System le 13 juin 2009.

Le reggae est une musique ayant une structure rythmique très marquée. Cette structure peu remplie mais très tranchante est donnée par la guitare rythmique qui accentue le second et le quatrième temps par une croche ou deux doubles croches et la batterie qui accentue le troisième par un coup de caisse claire et de grosse caisse synchronisés. À cette structure découpée s'ajoute le pilier central, moins anguleux : la basse, qui assure le fondement mélodique du rythme. Les « riddims », structure rythmique au fondement des musiques jamaïcaines à partir de 1967, sont généralement déterminés par leur ligne de basse).
Le reggae peut-être caractérisé par un rythme à quatre temps, avec accentuation par la basse qui exécute de petits riffs d'une mesure souvent en figure de croche et batterie sur les temps faibles. Le skank qui désigne le contretemps (ou after-beat) propre au reggae (en fait une accentuation du second et quatrième temps), généralement marqué par un accord plaqué joué par la guitare rythmique ou le clavier. le reggae se caractérise aussi par un coup de caisse claire sur le one drop (3e temps).

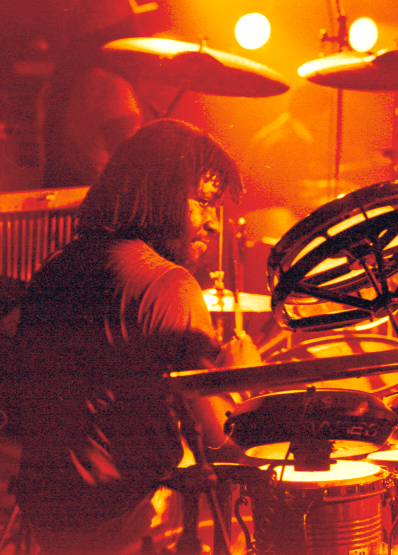
Sly Dunbar.

L'orgue : celui-ci est très souvent utilisé dans ce qui est nommé le shuffle de l'orgue. C'est une technique qui serait empruntée au vieux Rhythm and blues, qui se place là où se trouvait le beat guitare (ou skank) du ska et accentue fortement la dynamique rythmique, donnant l'impression d'accélérer le tempo. Le riddim classique du Beat Down Babylon de Lee Perry est un exemple typique. L'orgue accompagne également le skank (sur le 2e et 4e temps) et ouvre parfois le riddim par une introduction mélodique. Un exemple d'ouverture célèbre est celle du Take a Ride aka Truth and Right d'Al Campbell chez Studio One.
La guitare rythmique : elle est toujours électrique (très rares exceptions) et l'effet utilisé est absolument crucial. Le skank est parfois doublé par un mouvement d'aller-retour rapide (le pickin) ou par l'utilisation d'une boîte analogique à écho (delay, en anglais). Les accords en contretemps sont parfois dotés d'un effet Wah.
La guitare solo : dit principal, le jeu de la lead guitar est un court motif, souvent joué cordes étouffées, basé sur la répétition très rapide d'une même note. Une lead guitar peut reprendre la ligne de base, ou avoir sa propre ligne.
La basse : à l'origine les contrebasses marquaient le temps sur les rythmes ska. Les basses reggae sont électriques et ont plus de liberté mélodique. Elles utilisent les fréquences les plus basses et apportent un effet alourdissant volontairement le riddim. La guitare basse forme le noyau central du riddim avec la batterie, musique fondamentalement rythmique, des mots même de Lee Perry. Les lignes de basses les plus marquantes (Rockfort Rock, The Heathen…) sont simples mais jouées avec une précision absolue afin de maintenir une rythmique marquée au travers des accords. L'importance de la basse s'accroît avec la naissance du roots, et plus encore dans le dub.
Les cuivres : dominants durant le ska, presque absents du rocksteady, ils reprennent place avec le reggae. S'ils interviennent presque toujours de manière synchronisée et harmonisée, ils marquent parfois le skank (ex : They don't Know Jah des Wailing Souls) et remplacent plutôt l'espace occupé par l'orgue au début des années 1970 : intro et refrain. Ils interviennent rarement en solo. Certains artistes, tels que Burning Spear font perpétuellement appel à une section cuivre.
De 1975 à 1980, le reggae évolue sous une nouvelle forme : le rockers développé par Sly Dunbar. Il est caractérisé par des coups de charleston vifs et saccadés et surtout, par une accentuation de chaque temps à la grosse caisse, emprunté au disco. Ce style très militant présentant moins de cuivres met un terme à la domination de Studio One, et ouvre la grande phase de domination du studio Channel One et de son groupe phare les Revolutionaries. Il survient après le flying cymbal, style caractéristique du producteur Bunny Lee (écouter le hit None Shall Escape The Judgement par Johnny Clarke) style caractérisé par deux coups de charleston ouvert sur les 2e et 4e temps (contretemps rythmique) tssss-tssss.
À partir de 1981, un nouveau style de batterie qui a perduré jusqu'à aujourd'hui règne en maître : le early dancehall parfois appelé Rubadub. Il s'agit d'un balancier binaire grosse caisse (1er temps) caisse claire (3e temps). Le nouveau backing band de Channel One, les Roots Radics, sont considérés comme les maîtres absolus du Dancehall instrumental. Les producteurs les plus en vue changent et Junjo Lawes et Linval Thompson occupent le devant de la scène. C'est à cette même période qu'explose le dub, sur les instrumentaux dancehall, et une nouvelle vague de mixeurs à l'image de Scientist. C'est aussi la période du déclin des chanteurs et en particulier des trio harmoniques et la domination progressive des deejays au phrasé parlé. À l'approche du milieu des années 1980, le Rubadub intègre des paroles de plus en plus sexuellement explicites et les deejays utilisent des boucles redondantes de mélodie vocale caractéristiques de cette époque (écouter Peter Ranking ou Yellowman). En 1985, le riddim digital Slengteng produit par Prince Jammy porte le coup létal à un Channel One déjà agonisant.

## Diffusion

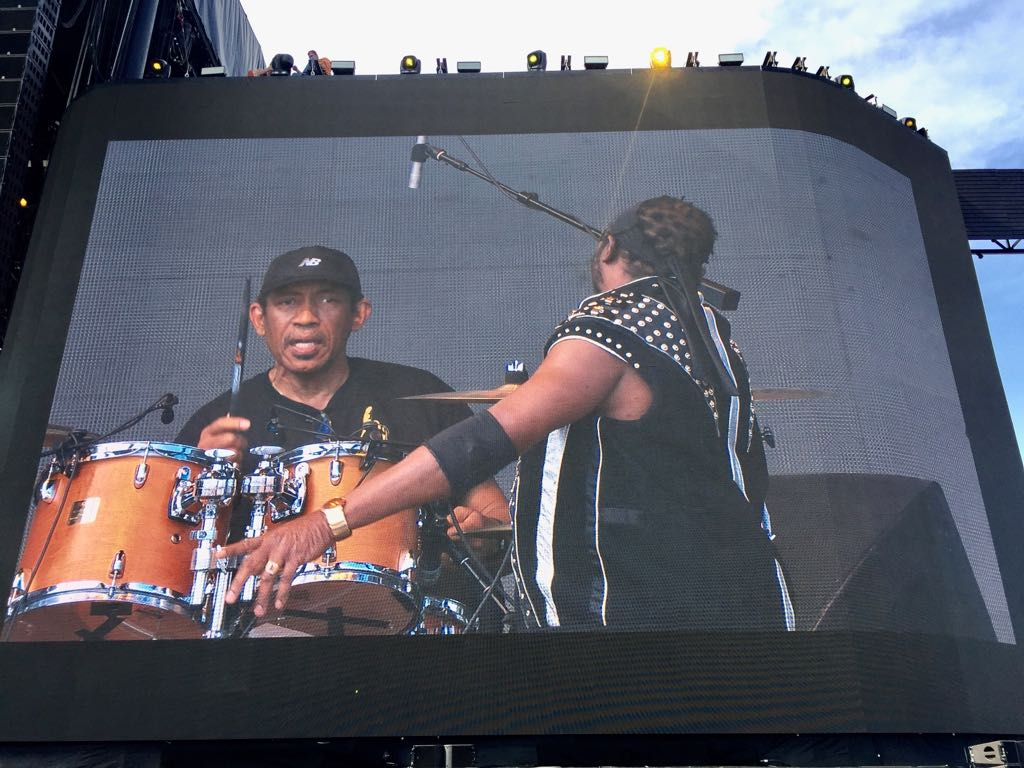
Toots and the Maytals au festival Coachella en 2017

L'histoire du reggae est indissociable de celle des sound systems. À l'industrie phonographique locale et comparable à une sono mobile, le sound system désigne à la fois le matériel utilisé, l'équipe qui l'anime et la soirée elle-même. Toute musique produite en Jamaïque est diffusée en sound-system et les disc jockeys (DJ) animent les danses depuis les années 1950. Pour des raisons économiques ces soirées, qui diffusent de la musique préenregistrée, remplacent les orchestres. Les DJ y pratiquent le toasting (le terme « toaster » signifie « bonimenteur ») pour introduire les morceaux. On trouve ici les racines du rap. Les sound-systems sont donc de grands rassemblements festifs, en plein air qui attirent une large frange de la population jamaïcaine, en particulier celle des quartiers pauvres de Kingston, la capitale. On peut citer notamment parmi les plus célèbres sound-systems ceux de Sir Coxsone Dodd (Studio One) et Duke Reid qui se sont longtemps affrontés avant de monter chacun leur propre studio, respectivement Studio One et Treasure Isle.
Depuis les années 2000, le reggae se diffuse particulièrement sous la forme dub en Europe, grâce aux sound systems, d'abord anglais puis français, suisses... Les possesseurs de sound systems sont souvent également producteurs (Aba Shanti I, Jah Shaka, Salomon Heritage…). Le terme dub est parfois un abus de langage, bien que très utilisé, pour désigner la musique diffusée lors de ces soirées - alors qu'il serait plus correct de parler de reggae, du roots, jusqu'au digital. Mais ce terme permet également de différencier des courants très différents, entre l'école dite anglaise (jouée dans ces sound systems), et l'école plus française du reggae/dub, représentée à différents niveaux par High Tone, Danakil, Naâman, par certaines productions de Brain Damage et bien d'autres.
Le reggae autour du monde connaît donc un nouveau regain de public, porté notamment par ces sound systems, mais également par des groupes au sens traditionnel, se produisant sur scène
En 2017, Toots and the Maytals sont devenus le deuxième groupe de reggae à jouer au festival Coachella, après Chronixx en 2016,,.
Le reggae de Jamaïque est inscrit sur la liste représentative du patrimoine culturel immatériel de l'humanité par l'UNESCO le 29 novembre 2018.

## Genres associés

### Dancehall
Le dancehall est une musique populaire jamaïcaine apparue en Jamaïque à la fin des années 1970, en tant que variante du reggae,. Les plus grandes personnalités du genre dancehall sont Sean Paul, Vybz Kartel, Yellowman, Mavado, Spice, Eek-A-Mouse ou encore Shaggy. Le dancehall amène une nouvelle génération de producteurs, comme Linval Thompson, Gussie Clarke et Jah Thomas. Au milieu des années 1980, l'instrumentation électronique du genre prend de l'importance et change considérablement de son connu sous le nom de ragga caractérisé par un rythme plus rapide.

### Early reggae
L'early reggae, également appelé skinhead reggae en raison de sa popularité parmi les skinheads, est la forme la plus ancienne de reggae, développée précisément entre 1968 et 1971, avant l'émergence du roots reggae par les rastafarien. 

### Roots reggae
Le roots reggae ou reggae roots est un sous-genre de reggae qui traite de la vie quotidienne et des aspirations des artistes concernés, y compris du côté spirituel du rastafari et de l'honneur de Dieu, appelé Jah par les rastafari et à l'utilisation du cannabis comme plante sacrée. Il est également identifié à la vie de souffrance dans les ghettos et des pauvres des zones rurales. Ce genre a différents thèmes pour ses chansons notamment la spiritualité et la religion, la pauvreté, la fierté d'être noir, les questions sociales, la résistance au gouvernement et de l'oppression raciale, et du rapatriement de l'Afrique.

### Reggaestep
Le reggaestep est un genre de fusion entre le reggae et le dubstep ayant gagné en popularité en ligne, en particulier sur SoundCloud. L'un des morceaux de reggaestep les plus populaires à partir de 2013 est Make It Bun Dem de l'artiste américain de musique électronique Skrillex, dont le clip a recueilli plus de 200 millions de vues sur YouTube, ainsi que plus de cinq millions de hits sur SoundCloud, et vendu à plus de 500 000 exemplaires. Malgré cela, le genre est relativement inconnu, mais assez répandu sur SoundCloud. Le Huffington Post reconnait le reggaestep comme genre musical dans son article sur Make It Bun Dem.
Musicalement, le reggaestep se caractérise par une percussion et une mélodie similaires à celles du reggae, le kick étant au début de la mesure et la boucle au deuxième ou troisième temps, mais a tendance à utiliser les percussions de dubstep.